# Uj
Uj (russisk: Уй) er en flod i Tjeljabinsk oblast i Rusland med de øverste kilder i Basjkiria. På lange strækninger danner den grænsen mellem Kasakhstan og de russiske oblaster Tjeljabinsk og Kurgan. Uj er en venstre biflod til Tobol. Den er 462 km lang, med et afvandingsareal på 34.400 km². Floden fryser til i november og er under isen til april. Byen Troitsk ligger ved Uj.
54°17′54″N 63°58′50″Ø / 54.2983°N 63.9806°Ø